# Ole Forfang
Ole Forfang, nascido a 22 de março de 1995 em Oslo, é um ciclista profissional norueguês que actualmente corre para a equipa Joker Fuel of Norway.

## Palmarés
2019
- Volta à Normandia, mais 1 etapa[2]